# Jomálig
Jomálig es un municipio en la provincia de Quezon, en Filipinas. Según el censo de 2000, tiene a una población de 5.817 personas en 1.032 casas. 

## Barangayes
Jomálig es subdividido en 5 barrios(barangayes).
- Bukal
- Casuguran
- Gango
- Talisoy (Pob.)
- Apad

## Galería

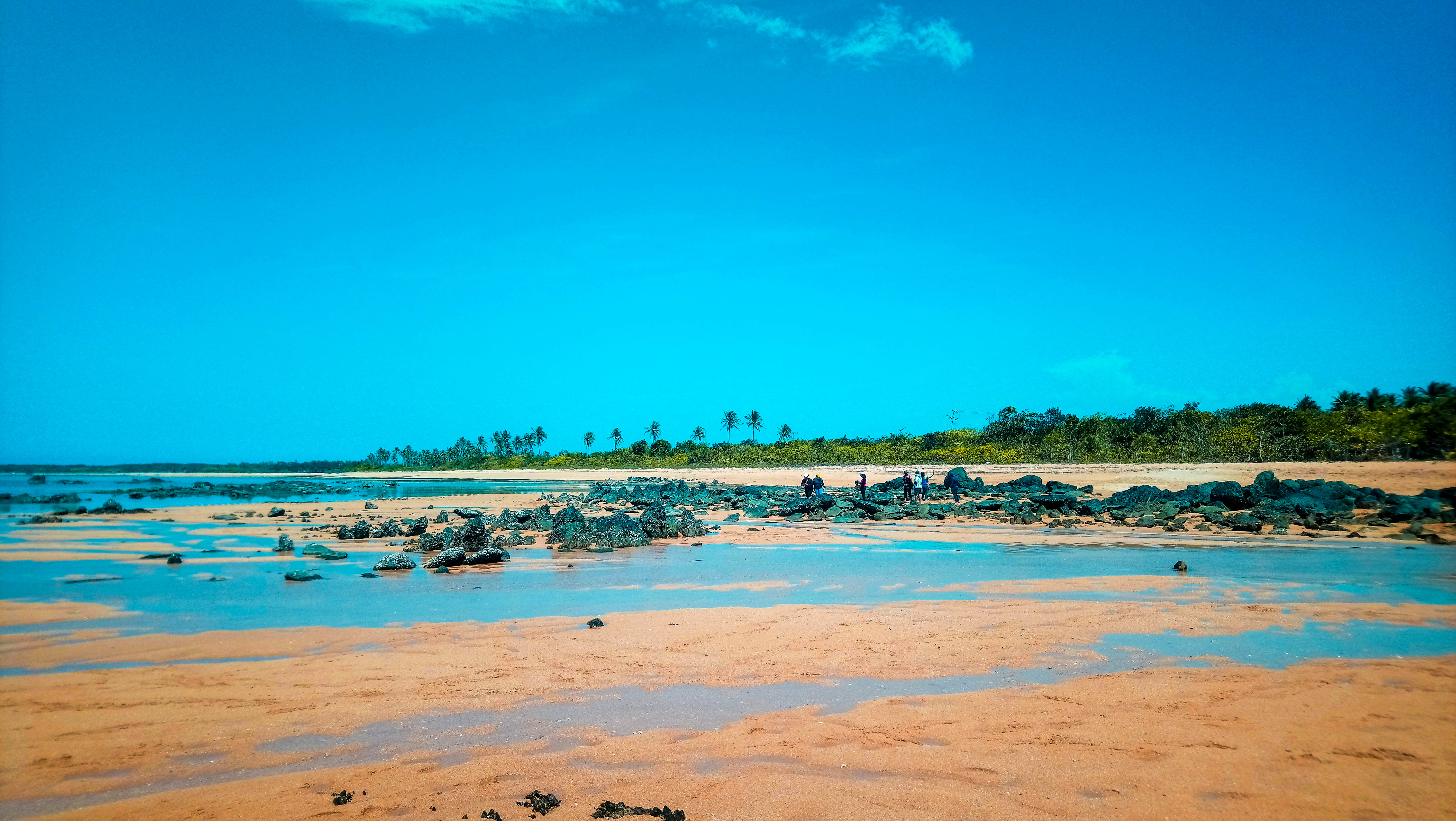
Isla de Jomálig
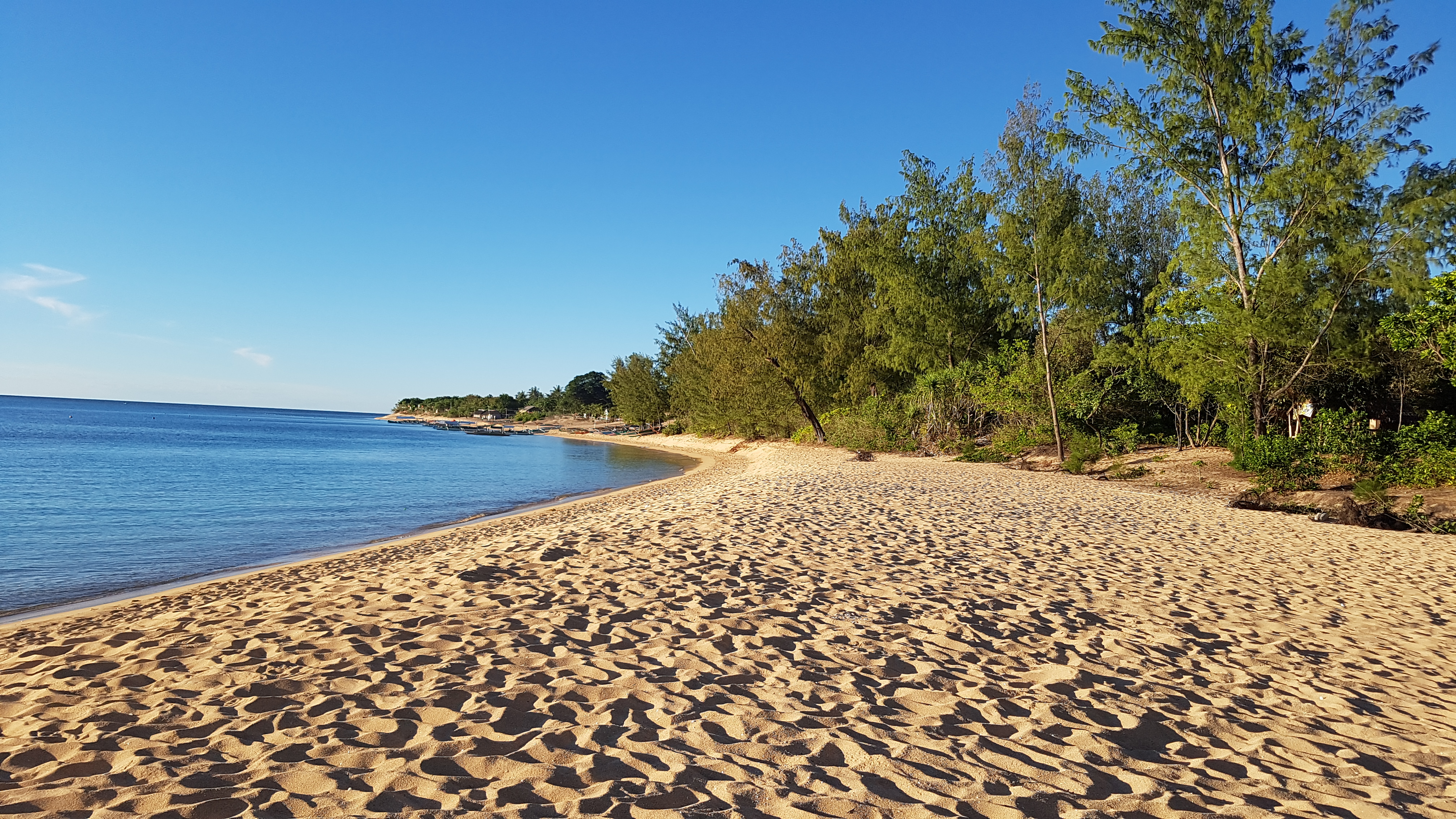
Isla de Jomálig